# Yoreli Rincón
Hazleydi Yoreli Rincón Torres (27 de julho de 1993) é uma futebolista colombiana que atua como meia. Atualmente, defende as cores do Palmeiras.

## Carreira
Yoreli Rincón integrou do elenco da Seleção Colombiana de Futebol Feminino, nas Olimpíadas de 2012.
Em agosto de 2024, chegou ao Palmeiras. No mesmo ano, foi campeã paulista com o clube.